# James Fenn
Pour les articles homonymes, voir Fenn.
James Fenn, né à Montacute dans le Somerset en 1540 et mort martyr le 12 Février 1584 à Tyburn, près de Londres, est un prêtre catholique anglais arrêté et exécuté sous le règne d'Élisabeth Ire.

## Biographie
Né dans une famille restée fidèle à l'Église catholique il étudie au nouveau collège d'Oxford où il se fait remarquer pour son don pour le chant choral, don qui lui permettra d'obtenir une bourse pour continuer ses études au Collège Corpus Christis. En 1560 son diplôme est annulé après deux années de procès car il refuse toujours de prêter serment au souverain, lui contestant son droit de se proclamer chef de l'Eglise en Angleterre. Il reste encore un peu à l'université en tant que tuteur auprès des étudiants de Gloucester Hall, mais sentant qu'il n'est plus en sécurité, il se retire dans sa région natale le Somersetshire.
Dans les années qui suivent il devint précepteur, se marie et a deux enfants. Alors qu'il rend visite à son père à Wells, l'évêque du lieu Gilbert Berkeley le fait arrêter une première fois. Installé à Montacute il est convoqué par le juge pour ne pas se conformer à l'Acte d'uniformité qui imposait à tous d'assister aux offices anglicans. La pression s'accentuant il préfère quitter le domicile et se cache. Ayant perdu sa femme, et après avoir pris ses dispositions pour ses enfants, il quitte la région, s'intalle dans le Gloucestershire et accepte un emploi au service d'un dénommé Sir Nicholas Poynta.
Suivant les conseils du prêtre catholique John Colleton, il part pour le continent. Inscrit au collège anglais de l'université de Reims en 1579 il est ordonné prêtre à Châlons en avril 1580. Il revient dans le Somerset le mois suivant, où il assure son ministère sans être inquiété pendant plus d'un an. En juillet 1581, dans un contexte de forte hostilité contre les catholiques, Edmond Campion et John Colloton sont arrêtés dans le petit village de Lyford Grange, ainsi que beaucoup d'autres catholiques. Lui-même est arrêté et envoyé à la prison de Marshalsea à Londres. Personne ne sait qu'il est prêtre. Il bénéficie alors d'une liberté relative malgré sa détention. Sa qualité de prêtre finit par être découverte. Il est alors jugé avec George Haydock. Condamné à mort il subit la peine réservée aux traîtres à savoir. Sur la potence l'accompagnent George Haydock, John Munden, John Nutter et Thomas Hemerford. L'histoire raconte qu'avant de monter sur la potence il reconnaît sa fille dans la foule et lui offre une dernière bénédiction.

## Vénération
Reconnu comme un martyr catholique, James Fenn fut béatifié en 15 décembre 1929 par le pape Pie XI. Vénéré par l'Église catholique il est fêté le 12 février et est compté dans la liste des Cent sept martyrs d'Angleterre et du pays de Galles.

## Voir également